# سوء تعليم كاميرون بوست
سوء تعليم كاميرون بوست هو فيلم درامي عن بلوغ سن الرشد صدر عام 2018، من إخراج ديزيري أخوان وكتابة أخافان وسيسيليا فروجيويل، مقتبس من رواية تحمل نفس الاسم للكاتبة إميلي إم دانفورث (2012). الفيلم من بطولة كلوي غرايس موريتز، جون غالاغر جونيور وساشا لين وفورست جودلاك.
تم عرض الفيلم لأول مرة في مهرجان صندانس السينمائي في 22 يناير 2018، ولاقى ترحيبًا نقديًا. بعد ذلك، تم إصداره في دور العرض في الولايات المتحدة في 3 أغسطس 2018 عن طريق فيلم رايز، وفي المملكة المتحدة في 7 سبتمبر 2018 من خلال فيرتيجو فيلمز. حظي الفيلم بتقييمات إيجابية، وسجل إيرادات تجاوزت 2 مليون دولار على الصعيد العالمي.

## قصة فيلم
يستند فيلم إلى قصة مؤثرة تبرز التحديات التي تواجهها المراهقة كاميرون بوست بعد أن يتم اكتشاف علاقتها السرية مع صديقتها كولي. بعد انكشاف الأمر، تأخذ عمتها روث زمام الأمور بيدها وترسلها إلى مركز تحويل المثليين "God's Promise"، الذي يديره الدكتور ليديا مارش وشقيقها القس ريك، الذي يدّعي أنه قد تعافى من مثليته بفضل برنامج المركز. كاميرون تجد نفسها محاطة بشخصيات أخرى من المراهقين، مثل جين وآدم، الذين يعانون مثلها ويشككون في غرض المخيم.
في أثناء تواجدها في المركز، تمر كاميرون بتجارب مؤلمة، من بينها مواجهتها للتوترات العاطفية المتعلقة بهويتها، ومحاولة زميلتها في الغرفة، إيرين، كبت ميولها الجنسية. مع الوقت، تتشكل رابطة بين كاميرون وجين وآدم، حيث يشتركون في رغبتهم في التمرد والتشكيك في أساليب المخيم.
في لحظات درامية مؤثرة، نرى آثار العلاج التحويلي على أحد المشاركين، مارك، الذي يصاب بأذى نفسي كبير لدرجة تجعله يلجأ إلى إيذاء نفسه بشكل خطير. تتصاعد الأحداث عندما تبدأ كاميرون في التساؤل بصراحة عن فعالية وعواقب هذا العلاج، حتى تصل إلى مرحلة تفكر فيها بالهروب مع جين وآدم. ينتهي الفيلم بهروبهم من المخيم، حيث يستقلون سيارة مع شخص غريب ويتركون المركز خلفهم، في دلالة على بحثهم عن الحرية والقبول.
الفيلم يسلط الضوء على تأثير المعتقدات الصارمة ومحاولة قمع الهوية الجنسية، ويعالج موضوعات متعلقة بالقبول الذاتي والمجتمع والهوية.

## وصلات خارجية
- سوء تعليم كاميرون بوست على موقع IMDb (الإنجليزية)
- سوء تعليم كاميرون بوست على موقع ميتاكريتيك (الإنجليزية)
- سوء تعليم كاميرون بوست على موقع روتن توميتوز (الإنجليزية)
- سوء تعليم كاميرون بوست على موقع ألو سيني (الفرنسية)
- سوء تعليم كاميرون بوست على موقع Turner Classic Movies (الإنجليزية)
- سوء تعليم كاميرون بوست على موقع أول موفي (الإنجليزية)
- سوء تعليم كاميرون بوست على موقع بوكس أوفيس موجو (الإنجليزية)
- سوء تعليم كاميرون بوست على موقع فيلمافينيتي (الإسبانية)
- سوء تعليم كاميرون بوست على موقع قاعدة بيانات الفيلم (الإنجليزية)
- سوء تعليم كاميرون بوست على موقع ليتربوكسد (الإنجليزية)